# Уліско Василь Андрійович
Василь Андрійович Уліско (28 січня 1915 — 26 квітня 1956) — радянський військовий льотчик, гвардії підполковник, Народний герой Югославії.

## Біографія
Народився 28 січня 1915 року в Україні. Українець. 
| Меморіальна дошка в Озерному |
| Могила Василя Уліско         |

В Червоній армії з 1933 року. Призваний Волноваським райвійськомісаріатом Сталінської облаті. Закінчив школу авіаторів, а потім був направлений в бомбардувальну авіацію.
Брав участь в німецько-радянській війні з червня 1941 року, був штурманом в бомбардувальній авіації. 8 липня 1941 року, на Західному фронті, був важко поранений в голову. Член ВКП(б) з 1943 року.
В 1944 році гвардії майор Василь Уліско брав участь в операціях з надання допомоги Народно-визвольній армії Югославії.
Після війни продовжував служити в ВПС СРСР. Трагічно загинув 26 квітня 1956 року при виконання службових обов'язків. Похований в Києві на Лук'янівському військовому кладовищі.

## Нагроди
Нагороджений радянськими орденами Леніна, Червоного Прапора, Червоної Зірки, іншими орденами і медалями. Рішенням Антифашистського віче національного визволення Югославії від 21 червня 1945 року його нагороджено орденом Народного героя Югославії.